# Cratere Circe
Circe è un cratere da impatto sulla superficie di Teti.
Prende il nome da Circe, maga della mitologia greca.
È la struttura eponima della maglia cui appartiene.